# 遠藤慶隆
遠藤 慶隆（えんどう よしたか）は、戦国時代から江戸時代前期にかけての武将、大名。美濃国の国人で郡上郡八幡城主。美濃八幡藩初代藩主。三上藩遠藤家初代。諱は天正（1573年 - 1592年）初年頃は盛枝と署名している。

## 生涯

### 美濃斎藤氏家臣
遠藤盛数の長男として木越城に生まれる。美濃遠藤氏は千葉氏の一族である東氏の庶流であるが、慶隆の父盛数は、舅にあたる宗家当主東常慶を倒して東氏を滅ぼし、八幡城主となった。盛数は美濃の戦国大名斎藤氏に恭順し、斎藤義龍、斎藤龍興の下で美濃に侵攻した尾張国の織田信長と戦うが、永禄5年（1562年）に死去し、慶隆は13歳で家督を継ぐことになった。幼少の当主を案じた慶隆の老臣達は、盛数の未亡人（慶隆の母）を斎藤氏重臣で関城主の長井道利と再婚させ、道利が慶隆の後見人となった。その後、慶隆はやはり斎藤氏重臣で北方城主である安藤守就の娘を妻としている。
永禄7年（1564年）、慶隆は弟慶胤と共に井ノ口（現岐阜市）の長井邸に居住していたが、竹中重治が稲葉山城を奪取したため、山県郡深瀬郷に避難した。その機に乗じて木越城（現郡上市大和町）主の遠藤胤俊（慶隆の従兄弟）が八幡城を奪取し、慶隆兄弟の暗殺を企てたが、慶隆は粥川甚右衛門と餌取六右衛門に救出されて、苅安の鶴尾山城（現郡上市美並町）に入った。翌永禄8年（1564年）に道利の援軍を得ると、胤俊が和睦を申し出て、慶隆は八幡城を返還され城主に復帰した。
永禄10年（1567年）9月、稲葉山城が落ち、斎藤氏が滅亡すると、郡上では鷲見弥平治と別府四郎が謀反し、市島の最勝寺に兵を集めて八幡城を落とそうとしたが、事前に察知した慶隆はこれを攻め、首謀者は飛騨国に敗走した。同年同月ごろと見られるが、慶隆は信長に属し、郡上郡内の本領を安堵されている。なお、長井道利が稲葉山城落城の際に戦死したため、その妻だった慶隆の母は教如に帰依し、照用院釈尼友順の法名を得て、郡上の戸谷に草庵を営み前夫盛数の菩提を弔ったという。

### 織田氏家臣
永禄12年（1569年）、盛数の配下だった畑佐六右衛門が飛騨の三木自綱と結び、気良の佐藤氏とも連合して慶隆打倒を目論んだが、慶隆は大島村（現郡上市白鳥町）の安養寺に助力を依頼し、安養寺信徒の先陣によって畑佐側を降した。
元亀元年（1570年）5月25日、信長より岐阜参陣を命じられ、弟慶胤、従兄弟胤俊と共に織田軍配下として、横山城の南で浅井・朝倉軍との戦いに参加し、6月28日の姉川の戦いで奮戦。信長より感状を受け、このころ東美濃の諸士を統率する権限を与えられていた森可成に属したと見られ、同年8月12日、可成より所領を安堵されている。しかし、同年9月に可成が坂本で討死すると、代わって坂井政尚に属し、胤俊と堅田を守備するが、11月26日に政尚も浅井・朝倉軍に攻められ討死（志賀の陣）。胤俊も戦死して、慶隆は兵100余人（一説には500余人）を失い、わずか1人の兵と共に一旦京都の大徳寺まで逃れた。やがて八幡城からの迎えの兵約50人に警護されて志賀に入り、信長と会見を果たすと、浅井・朝倉側との和議が成立した後、八幡城に帰還した。翌年、信長は比叡山焼き討ちを決行し、慶隆と胤基（胤俊の弟）の軍もこれに従軍した。
遠藤氏は信長に仕える一方で、石山本願寺や武田信玄とも通じていた。郡上郡には安養寺と郡上門徒がいたが、遠藤氏としては郡上の統治には彼らの協力を必要とし、本願寺側は石山戦争に際して一向一揆を組織して美濃の織田軍を牽制するためには信長に仕える地元領主の遠藤氏の離反に期待し、また武田氏側は越前国の朝倉義景との同盟を安定させるために信濃ー郡上ー越前のルートを確保しようとしていた。そのような状況下で、慶隆も元亀3年（1572年）秋には家老遠藤新左衛門を甲斐国に派遣して、信玄の西上を期待する意を示した。信玄も遠藤氏同族東氏の家老、遠藤加賀守を通じて、遠藤両氏（慶隆・胤基）に反信長の旗幟を鮮明にするよう迫り、また浅井・朝倉氏からも加賀守へ款が通じられていた。同年11月、西上を開始した信玄の別働隊が東濃に入り、本隊は二俣城を破って徳川家康のいる浜松城へ向け進軍したため、信長・信玄のいずれにつくか遠藤氏が苦慮する中、家康は信長からの援軍を得ながら三方ヶ原の戦いで大敗した。また同じ頃、本願寺が朝倉氏や郡上・大野・長島の門徒の協力を受けて、一色義紀と称していた斎藤龍興を美濃に帰還させる計画を進めており、その計画実現のために両遠藤氏の説得を行っている。元亀3年冬に作戦は実際に行われたものの、朝倉氏の協力を十分に得られずに北濃に進出した龍興は程なく撤退している（ただし、両遠藤氏が実際に計画に関与していたかは不明である）。
天正元年（1573年）4月に西上途中の信玄が死去すると、今度は信長に信義を疑われて攻められたので、慶隆は粥川甚右衛門と餌取六右衛門を連れ、立花山（現美濃市）へ出向いて降伏したという。しかし、両遠藤氏が全く処罰されていないことから、信長には奇跡的な幸運で別心が悟られていなかったのではないかという見方もある（ただし、天正元年5月に岐阜城にいた遠藤氏の人質が成敗されたとする話も伝わっている）。翌天正2年（1574年）、加治田城主斎藤利治が益田郡の田口氏の誘導で郡上に進入したが、遠藤胤基の家臣吉田左京進らの軍により撃退された。田口氏は同年7月に蟹沢氏と共に沓部村（現下呂市金山町東沓部）の船野山に立て籠もったが、慶隆の派遣した軍により7月14日に攻め滅ぼされ、慶隆は功のあった粥川甚右衛門に沓部を与えた。
天正3年（1575年）5月、武田勝頼が長篠城を攻囲すると、慶隆は弟慶胤の兵を派遣し、慶胤は佐久間信盛の配下に入って、鳶ヶ巣で戦功を挙げた（長篠の戦い）。同年8月、信長は越前一向一揆討伐のため敦賀に至り、慶隆・慶胤は日根野弘就と郡上から越前へ進軍して、金森長近と合流し、穴馬城・大野城を攻め落とした。なお、『信長公記』には金森軍が越前に入る前に郡上で戦ったことを記しており、本願寺や越前一向一揆に味方をする郡上門徒を先に攻撃するとともに、安養寺を庇護してきた遠藤氏にも決別を迫ったとみられている。天正4年（1576年）、織田信忠が美濃国主となると、慶隆は信忠に属した。同年の三瀬の変では、慶隆の名代として慶胤を従軍させた。翌年、来栖郷で別府弾正が反乱すると、慶胤の兵によって北国へ駆逐し、郡上の別府氏を滅亡させた。天正10年（1582年）2月、信長が武田勝頼を攻めると、慶隆・胤基は金森長近に属し、飛騨から甲斐に攻め込んで、天目山で勝頼を滅ぼした（甲州征伐）。
同年、本能寺の変で信長・信忠が明智光秀に討たれ、山崎の戦いで光秀が羽柴秀吉に敗れると、美濃の諸士は秀吉になびいたが、遠藤氏は信孝に従い続けた。慶隆は信孝から命に服さない武儀郡板取城主の長屋氏討伐を命じられ、11月にこれを降伏させた。また、弟慶胤は信孝が山県郡太郎丸城で深尾和泉守を攻めるのに従軍して負傷し、11月11日付けの書で信孝よりねぎらわれている。
天正11年（1583年）1月、武儀郡内の諸士が秀吉に味方し、須原（現美濃市）・洞戸（現関市）に布陣して郡上と岐阜の連絡を遮断すると、遠藤軍は300余騎（『篠脇城主東家譜記』では2,000人）でこれを攻め落とし、立花山（現美濃市）に進軍して固守するが、森長可、佐藤秀方の連携攻撃を受けて逆に窮地に立たされた。補給路を断たれた立花山では熊皮を炙って食べるなど危機的な状況であり、一時は餓死より戦死を選び城より打って出て玉砕する事も考える程であったという。しかし、賤ヶ岳の戦いで勝家が敗死し、岐阜城包囲で信孝も降伏したという報せを、佐藤秀方の遣わせた使者から聞かされると、降伏を決意、人質を差し出して秀吉に服従した（立花山の戦い）。

### 豊臣氏家臣
天正12年（1584年）の小牧・長久手の戦いでは、森長可の要請を受けて秀吉方に参加し、600騎を率いて長可と合流し三河国中入りの部隊の第二陣へと組み込まれている。しかし、中入りの部隊は徳川家康との戦いに惨敗し、第二陣の大将の森長可討ち死の報が入ると慶隆は撤退を決意し、辛うじて逃げ延びたものの遠藤弥九郎・餌取伝次郎・日置主計・猪俣五平治・和田仁兵衛ら遠藤家に仕えた多くの家臣が身代わりとなって命を失う結果となった。
天正13年（1585年）、秀吉の秀吉の紀州攻めに、胤基と共に従う。同年8月、飛騨の三木自綱征伐を命ぜられた金森長近・可重（長近養子で慶隆の娘婿）に、弟慶直と共に従軍し、自綱を降して三木氏を滅ぼした。天正15年（1587年）、秀吉の九州征伐に胤基と共に参加。翌16年（1588年）に秀吉が聚楽第を造営すると、慶隆・胤基は西京口に居所を与えられ、妻子と共に上京した。
天正16年（1588年）、立花山の戦いなどで秀吉に反抗したことを理由に、両遠藤氏で2万余石あった領地を没収され、慶隆は小原7,500石、胤基は犬地5,500石に減封された。このため遠藤氏は家臣を養うのが困難となり、全家臣の3分の1は他家に仕えたり、帰農したり、浪人したりした。慶隆転封後の八幡城には、稲葉貞通が郡上に武儀郡津保谷を加えた4万石で入っている。なお、郡上が貞通に渡された後、両遠藤は替地の所領を貰えず関へ行き、町人加取善左衛門の家を借りて住んでいたところ、太閤検地にやって来た小野木縫殿助と寺西筑後に出会い、代地の依頼をした。上洛した2人がこれを秀吉に伝え、ようやく小原・犬地の地を得て、天正18年（1590年）に引っ越すことができたともいう。
同18年（1590年）、小田原征伐に胤基と900余の兵を率いて参加。秀吉が引き続き会津へ遠征すると、慶隆・胤基はこれにも従軍した。文禄元年（1592年）、文禄の役に胤基と共に100余人の兵を連れて織田秀信の下に属し、釜山・梁山・蔚山・鎮守城などを転戦しながら、2年間朝鮮に在陣した後帰国した。だが、胤基は長門国国分寺で病死し、胤直（胤基の弟の胤重の子）が後を継いだ。
慶長3年（1598年）、伏見城普請に胤直と用木を東美濃から切り出して上京し、落成後に狼谷口に両遠藤氏の居所を与えられた。同年8月、豊臣秀吉が死去すると、形見として三原の腰刀を拝領した。
慶長5年（1600年）、石田三成が徳川家康打倒の兵を挙げると、美濃では岐阜城主織田秀信が三成の西軍に加担し、八幡城主稲葉貞通は家康西上阻止のため犬山城に入った。慶隆は胤直と共に岐阜城に招かれ、秀信に西軍加担を勧誘されたが、小原に戻ると弟慶胤と相談し東軍加担を決めた。だが、胤直は西軍に加担したため、慶隆は子の慶勝をこれに備えさせた。慶隆は家康に八幡城奪還を願い出て許可され、江戸から飛騨に戻った金森可重と共に貞通が留守の八幡城を攻めた（八幡城の合戦）。しかしその頃、稲葉貞通は福島正則らの勧誘を受けて東軍に寝返っていた。しかし、慶隆は攻撃を続け、激戦の末、城側が降伏して和議が成立したところへ、家康から郡上一円の安堵状も届いた。ところが、急報を受け帰還した貞通に急襲され、同じ東軍についているはずの味方同士の戦いとなり、今度は慶隆が敗走するも、再度和議が成立。慶隆は胤直も降伏させ、信濃在陣中の徳川秀忠に戦況報告の使者を送って感状を貰う一方、自身は赤坂（現大垣市）へ向かって、岡山本陣で家康に謁し、関ヶ原の戦い本戦にも参加した。東軍が勝利すると、稲葉貞通は豊後臼杵5万石に加増転封になり、慶隆は11月に1万9500石を加増されて2万7000石となり、旧領の郡上八幡に転封されて郡上藩を立藩した。遠藤家は、次の慶利の代まで城主格の待遇を受けた。同月15日には慶胤が死去している。

### 郡上藩初代藩主

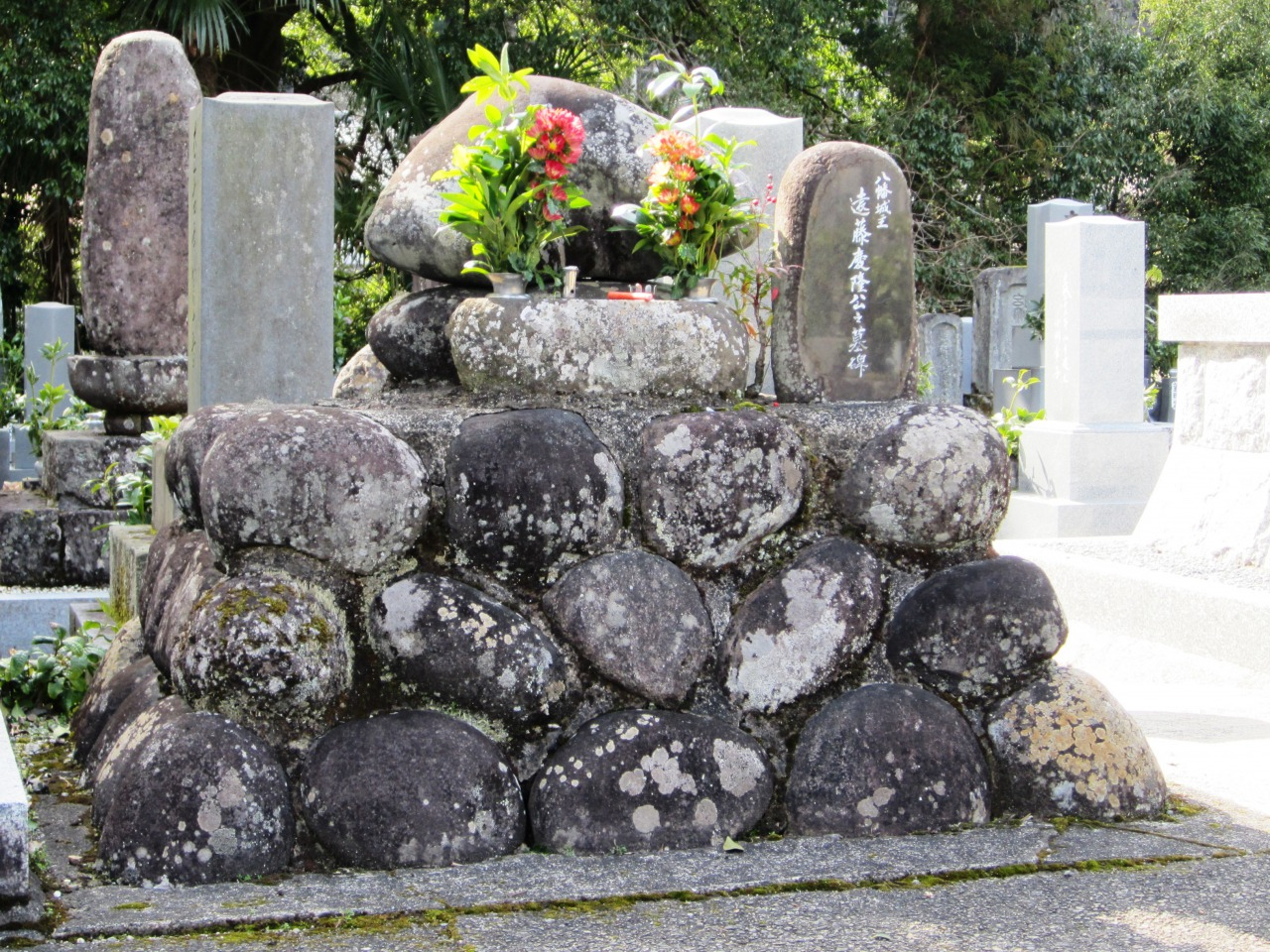
遠藤慶隆の墓（岐阜県郡上市長敬寺内）

慶長6年（1601年）の膳所城を皮切りに、天下普請に動員される。翌7年（1602年）には、長尾村銀山を領有。また、慶長6年（1601年）春から8年（1603年）秋にかけて、郡上城を改修した。同9年（1604年）に、従五位下但馬守に任官。
慶長14年（1609年）11月、伯耆国米子城主中村一忠が継嗣無く死去し、同藩在藩を命じられて、60日間滞在の後に帰国した。同18年（1613年）には、幕府の命によって、妻子を郡上から江戸に移住させた。
慶長19年（1614年）、大坂冬の陣では、嫡子慶勝と共に枚方に布陣し、久良加利峠（暗峠）を守備した。しかし、翌年（1615年）2月12日、慶勝は京都柳の馬場で病死した。同年の大坂夏の陣では、慶隆は山城国八幡に布陣し、本多康紀・本多康俊と共に再び久良加利峠を守備した後、松原に在陣。5月6日に、大和川へ進み、翌7日には岡山口から玉造口に攻め入って、城中に放火して退陣し（天王寺・岡山の戦い）、その戦功によって、8日には二条城で家康より黄金20枚を受けた。
元和3年（1617年）、金森可重が未だ江戸へ妻子を送っていないことに関し、徳川秀忠の命により領地高山へ赴き交渉した。寛永年間（1624年 - 1643年）には、参勤交代の道中で鉄砲5挺を携行できる終身の恩典を与えられたが、これは入鉄砲出女の警戒下にあって幕府よりの信任が厚かったことが窺える。
寛永9年（1632年）2代将軍徳川秀忠が亡くなったのを期に、出家して旦斎と号したが、その2ヵ月後に江戸で死去した。享年83。実子慶勝病没後、養子となった慶利が跡を継いだ。

## 伝承
郡上八幡で有名な「郡上おどり」は慶隆が士農工商の融和を図るため、盆祭りの夜に踊りを奨励したのが始まりと伝えられている。国の重要無形民俗文化財に指定。